# Campylopterus duidae
Campylopterus duidae là một loài chim trong họ Trochilidae.